# Conus weaveri
Conus weaveri é uma espécie de gastrópode do gênero Conus, pertencente a família Conidae.